# Saranče čárkovaná
Saranče čárkovaná (Stenobothrus lineatus) je rovnokřídlý hmyz hojně se vyskytující i v Česku, hlavně na suchých loukách.

## Popis
Jedná se o středně velký (do 2,5 cm) býložravý hmyz zelenohnědé barvy s oranžovovohnědým zadečkem a silnýma zadníma nohama, které jsou přizpůsobené ke skákání. Zadní holeně jsou zbarveny červeně či hnědě. Od jiných druhů saranči čárkovanou odlišují tmavá křídla. Na kladélku mají samečci viditelný zoubek. Samičky dorůstají 24 mm, samečci jsou menší (19 mm).